# Školjić (Kaštelanski zaljev)
Školjić je otočić u Kaštelanskom zaljevu.
Površina otoka je 978 m2, a visina 4 metra. Dug je oko 60 metara, a širok do 15 metara.